# Comuna Bobrîkove, Antrațît
Bobrîkove (în ucraineană Бобрикове) este o comună în raionul Antrațît, regiunea Luhansk, Ucraina, formată din satele Bobrîkove (reședința), Iehorivka, Klunîkove, Novokrasnivka și Vîșneve.

## Demografie
Componența lingvistică a comunei Bobrîkove
     Ucraineană (89,14%)
     Rusă (10,62%)
     Alte limbi (0,19%)
Conform recensământului din 2001, majoritatea populației comunei Bobrîkove era vorbitoare de ucraineană (89,14%), existând în minoritate și vorbitori de rusă (10,62%).